# Ляховичи
Ля́ховичи (бел. Ляхавічы) — город на реке Ведьме в Брестской области Республики Беларусь, в 225 км от Бреста. Самый крупный город и административный центр Ляховичского района. Железнодорожная станция на линии Барановичи — Лунинец.
Численность населения — 10 537 человек (на 1 января 2025 года).

## Геральдика
Герб: В красном поле варяжского щита изображен серебряный план замка.
Чудом сохранившаяся старинная гравюра позволила воспроизвести облик замка. Именно на нее опирались в своей работе создатели современно герба Ляхович. Стилизованное изображение замка с гравюры XVII в. было предложено в качестве основной геральдической фигуры для городского символа.
Герб зарегистрирован в Гербовом матрикуле Республики Беларусь 26 декабря 1994 года № 5. Герб и положение о нём были одобрены решением Ляховичского городского Совета депутатов от 26 декабря 1994 года № 56.
Авторы герба – председатель Ляховичского городского Совета депутатов В. В. Кузьмич и художник-график С.В. Черенович.

## История
В списке середины XVII века в составе Киево-Печерского патерика под редакцией Иосифа Тризны имеется комплекс Туровских уставов, в состав которого входит уставная грамота о поставлении Туровской епископии, согласно которой князь великий киевский Василий (Владимир Святославич) в лето 6513 (1005) года придал Туровской епископии  вместе с другими городами и Ляхов.
Великое княжество Литовское
Известен с XV века в Великом княжестве Литовском как центр одноимённой волости. Первое упоминание города Ляховичи датировано Привилеем (указом) великого князя литовского Казимира IV Ягеллона некоему магнату было даровано право на держание в Ляховичах корчм и проведение ярмарок. Поэтому 1492  год официально считается годом основания Ляховичи. С 1508 принадлежал Альбрехту Гаштольду. После смерти его сына Станислава в 1542 году город перешёл к вдове последнего Барбаре Радзивилл, которая в 1547 году вышла замуж за наследника польского престола, принеся тому многочисленные владения Гаштольдов. После ее смерти в 1551 году ляховичская земля вместе с замком и прочим имуществом стала королевской и поступила в управление сначала Григорию Воловичу, а затем Ивану Солтану.10 апреля 1572 года Сигизмунд II Август передал городок кастеляну виленскому Яну Иеронимовичу Ходкевичу. Его сын, гетман великий литовский Ян Кароль Ходкевич выстроил на месте небольшого деревянного новый каменный замок бастионного типа по самым современным тогдашним европейским образцам. Крепость имела правильную прямоугольную планировку с далеко выступавшими угловыми бастионами, по периметру огибалась водным рвом шириной 20 метров. Внутренний двор защищал высокий насыпной вал, укрепленный кирпичом и камнем. Въехать в замок-крепость можно было через водный ров по мосту, последняя часть которого была подъемной.

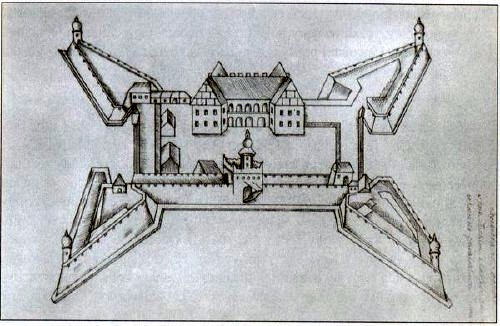
Ляховичский замок в XVII веке

Во время Русско-польской войны 1654—1667 годов войска А. Н. Трубецкого в 1655 году сожгли город, но на осаду замка не решились. В 1660 году крепость не смог взять русский воевода Иван Андреевич Хованский.
В 1655—1760 годах в Ляховичах находилась Белыничская икона Божией Матери.
Во время Северной войны в 1706 году замок, обороняемый казаками, после долгой осады был сдан шведам и частично разрушен.
В 1760—1775 годах город и полуразрушенный замок принадлежали виленскому епископу Игнатию Масальскому, затем решением сейма перешли во владение государства Речи Посполитой.
Входил в Новогрудский, а с 1791 года в Случерецкий повет.
Российская  империя
С 1793 года в составе Российской империи, местечко, центр волости Слуцкого уезда. На протяжении долгого времени права на обширные владения здесь сохраняла семья Коссаковского. Местечко являлось заштатным, без заметных военных или экономических объектов и ничем не выделялось среди сотен таких же населенных пунктов Западного края. Крепость развалилась, камни и кирпичи крестьяне потихоньку растягивали.
Первая половина XIX века оставила в истории Ляхович и положительные следы. На этой земле рождались и творили талантливые люди – теперь свет узнал новые имена. Среди них – Флориан Бохвиц, мыслитель  и педагог, один из представителей католической философии, разрабатывавший вопросы этики и морали, автор книги «Сущность моих мыслей», Ян Чечот, поэт-фольклорист, участник тайного общества филоматов, Наполеон Орда белорусский, литовский и польский литератор, музыкант, композитор, художник, скульптор, педагог, Элиза Ожешко белорускоязычная писательница и общественный деятель.
В 1861 году в Российской империи произошла отмена крепостного права. Эра чисто феодальных отношений приближалась к закату. В местечках начали возникать небольшие производства с наемными работниками. Первыми были винокуренные заводики (Ляховичи, Остров, Дарево, Грушевка, Мазурки, Совейки, Староселье). Из этого ряда выделялась суконная фабрика в д. Адаховщина. Крупнейшим латифундистом на Ляховиччине остался граф К.К. Потоцкий, которому принадлежало 26 462 десятин земли с деревнями Кривошин, Туховичи, Остров, Залужье, Липск и др. Другими видными землевладельцами являлись потомки гетмана Коссаковского, помещики Новицкие, Буховецкие, Чернецкие, Бохвицы, Рдултовские и прочие.
О развитии городского хозяйства можно судить по сохранившимся планам местечка. Основная застройка находилась на левом берегу реки Ведьма. В местечке существовали две центральные улицы, пересекавшиеся на площади и до десятка других. Твердого покрытия не было. Известны некоторые названия: Клецкая, Свято-Ивановская, Слонимская, Литовская, Татарская, Вингер, Ганцевицкая. Вдоль улиц располагались деревянные дома усадебного типа с хозяйственными постройками. Большие огороды держали татары. В Ляховичах имелись больница, церковь и мечеть, народное училище, три еврейские иешивы, 4 пивоварни, суконная фабрика, гончарные мастерские  и 111 лавок.
В годы Первой мировой войны находился в прифронтовой полосе. В 1918 году оккупирован немцами, в 1919—1920 годах — поляками. В 1921—1939 годах находился в составе Польши, город Барановичского повета Новогрудского воеводства. С момент  ратификации Рижского договора на Ляховиччине официально начался «польский час». На 19 лет регион вошел в «Крэсы Всходни» Речи Посполитой.
С 1939 года в составе Белорусской ССР; В 1939 году насчитывалось 5100 жителей. Территория нынешнего Ляховичского района включилась в только что учрежденную Барановичскую область. 15 января 1940 года по распоряжению директивных органов было проведено районирование западных областей БССР. В результате на карте советской республики появился Ляховичский район.
Период Великой Отечественной войны
С 26 июня 1941 началась немецкая оккупация.
Более двухсот жителей края были расстреляны за связь с партизанами. Десятки жизней оборвались в Ляховичском гетто.
5 июля 1944 года в ходе операции «Багратион» 19-я механизированная бригада совместно с частями 54-й гвардейской стрелковой дивизии, 28-й армией 193-й стрелковой дивизии, 65-й армией и 65-м танковым полком особого назначения начала бой за город Ляховичи. Советские войска обошли противника с флангов, прорвали оборону и ворвались в город.
7 июля 1944 года последние участки земли Ляхович были очищены от оккупантов.
Период суверенной Республики Беларусь.
Сегодня Территория Ляховичского района включает 8 сельских Советов: Гончаровский, Жеребковичский, Коньковский, Кривошинский, Начевский, Новоселковский, Ольховский, Отсровский. В 123 населенных пунктах, относящихся к ним, проживает около 23 тысяч человек. Немного менее половины от этого — 10 500 человек – насчитывается в Ляховичах. Город является железнодорожным узлом. Кроме того, рядом пролегает автотрасса – Брест-Москва. Основной транспортной осью города является улица Ленина, пересекающая Ляховичи с юга на северо-восток. К другим важным внутригородским магистралям относятся улицы Чкалова, Южакова, Советская, Комсомольская. Административный комплекс города расположен на левом берегу реки Ведьма.
С 20 октября 1995 года административные единицы Ляховичский район и город Ляховичи, имеющие общий административный центр, объединены в одну административную единицу — Ляховичский район.

## Население
Численность населения — 10 537 человек (на 1 января 2025 года). Численность населения — 10 605 человек (на 1 января 2024 года). Численность населения — 10 613 человек (на 1 января 2023 года). 
| Численность населения: |
| График не отображается по техническим причинам. Чтобы исправить это, воспроизведите график в новом формате, если это возможно. |

В 2017 году в Ляховичах родилось 133 и умерло 99 человек. Коэффициент рождаемости — 12,2 на 1000 человек (средний показатель по району — 10,7, по Брестской области — 11,8, по Республике Беларусь — 10,8), коэффициент смертности — 9,1 на 1000 человек (средний показатель по району — 19,2, по Брестской области — 12,8, по Республике Беларусь — 12,6).
История численности населения
В первые в письменных источников  упоминается численность населения при осаде замка в 1660 Иваном Хованским, где говорится, В замке  «затворились» около 2 500 тысяч человек.
Согласно переписи 1921 года, в Ляховичах проживало 2819 человек. Через полтора десятилетия население удвоилось.
Согласно переписи 1931 года, в Ляховичах проживало 4547 человек.
По Всесоюзной переписи населения 1959 г населения Ляхович составляло 4490 человек.
По Всесоюзной переписи населения 1970 г  населения Ляхович составляло 5499 человек.
По Всесоюзной переписи населения 1979 г населения Ляхович составляло 7728 человек.
По Всесоюзной переписи населения 1989 г населения Ляхович составляло 10 664 человек.

## Экономика
В Ляховичах расположены 10 промышленных предприятий:
- СОАО «Ляховичский молочный завод» (производит молоко, кефир, сметану, творог, сыворотку, пудинги, муссы, сыры плавленые, масло, йогурт[19]);
- ОАО «Ляховичский консервный завод» (производит томатный соус, кабачковую икру, супы, салаты, маринованную и гарнирную свёклу и морковь, консервы с фасолью, нектары и соки, повидло[20]).
- «ОАО Ляховичский льнозавод» (производит льноволокно длинное, льноволокно короткое, льноволокно котонизированное, масло льняное, жмых льняной, брикеты из костры льна).[21]
- ГЛХУ "Ляховичский лесхоз" Производимая продукция, услуги: лесозаготовка; сбор дикорастущих лесопродуктов; распиловка и строгание древесины; охота, разведение дичи; производство деревянных изделий; оптовая торговля древесиной; деятельность автомобильного транспорта (лесовоз, грузовая автомашина (до 1,5 тонн, от 3х до 5ти тонн, до 5 тонн), МАЗ с прицепом, легковая автомашина, бензовоз, лошадь); заготовка семян; услуги трактора с гидроманипулятором; услуги трактора по трелевке лесоматериалов, трактора с гидроманипулятором; услуги автобуса.
- ЧУП «Ляховичский кооппром» Производимая продукция, услуги: общестроительные работы; специальные строительные работы (отделочные, санитарно-технические) при возведении жилья и производственных объектов.
- «ТБЗ «Ляховичский» Производимая продукция, услуги: брикеты топливные на основе торфа БТ-1; брикеты топливные на основе торфа БТ-2.
- ООО "Жестебаночный завод "Интерлак" Производимая продукция, услуги: крышка металлическую для стеклянных банок с венчиком горловины типа I обкатная (СКО) диаметром 82 мм по ТУ РБ 00918241.106-97; крышка металлическая закаточная для стеклянных банок с венчиком горловины типа III винтовая (twist-off) диаметром 82 мм по ГОСТ 25749-83 (СТ СЭВ 3445-81); банка металлическая сварная сборная: жестебанка №6, жестебанка №7, жестебанка №9, №46, жестебанка №12, жестебанка №13 по ГОСТ 5981- 88 и №85/83-80 (Бондюэль); услуги по лакированию жести и печати.
- ЗАО Ляховичский Завод "Металлопластмасс" Производимая продукция, услуги: крышка металлическая; крышка металлическая СКО 1-82, СКО 1-58; крышка металлическая «Твист-офф»; ящик полиэтиленовый; ящик полиэтиленовый № 4, № 5; пробка полиэтиленовая; пробка полиэтиленовая тип 4А; пробка полиэтиленовая тип 11, 111; корпус воздуховода; кормушка для поросят; решетка.
- ООО "Ляховичидрев Экспорт" Производимая продукция, услуги: каркасные дома; бани; беседки; садовая мебель.
- УСП ПМК № 13 Производимая продукция, услуги: переработка и изготовление деревянных изделий; строительство (реконструкция) жилья и производственных объектов; специальные монтажные работы; отделочные работы.

## Современность
Основная жилая зона города расположена на левом берегу реки. Памятники: на братской могиле 238 воинов, обелиск на могиле пяти неизвестных солдат, погибших в годы войны.

## Культура
- Дом культуры
- Музей истории ГУО "Гимназия г. Ляховичи"
- Мини-музей под открытым небом. Представлены макеты исторических зданий, расположенных в Ляховичском районе
- Музей боевой и трудовой славы ГУО "Средняя школа № 2 г. Ляховичи"

## Достопримечательности
- Кварталы XIX-XX вв.
- Костёл Св. Иосифа
- Часовня-усыпальница Солтанов XVIII век
- Часовня-надмогилье Рейтена
- Крестовоздвиженская церковь
- Костёл Сердца Иисуса
- Синагога (XIX в.)
- Каплица в честь основания города Ляховичи
- Часовня в честь замка в Ляховичах
- Костёл Святого Язэпа (1907). В 1950 году храм был перестроен, в результате чего лишился многих элементов своей конструкции, в том числе и колокольни. Сейчас в стенах храма находится поликлиника
- Дом, в котором родился писатель Сергей Пясецкий
- Дом, в котором жила известная семья Кавецких, давшая художника, врача, учителя, музыканта, писателя и ксендза-капелана

### Памятник, скульптура
- Памятный знак камень-валун. Ляховичский замок был утрачен во время Северной войны, в 1999 году на месте замка установлен памятный камень-валун с изображением герба и охранным знаком.
- Памятник, посвящённый Ляховичской фортеции в честь 500-летия города. Памятник расположен на центральной площади и похож на небольшую часовенку бело-желтого цвета, имеющую купольное завершение. На памятнике размещён современный герб города.
- Памятный знак – «Часовня». В сентябре 2009 года установлен памятный знак – «Часовня»  на месте храма, в честь Воздвижения Честного и Животворящего Креста Господнего.
- Памятник В. И. Ленину
- Братская могила (1941-1944)
- Памятный знак на месте перезахоронения погибших в годы Великой Отечественной войны от немецко-фашистских захватчиков
- Памятник танку Т-72

### Утраченное наследие
- Ляховичский замок
- Хозяйственный двор Тизенгаузов-Потоцких (XVIII-XX в.)
- Замок (XV-XVIII вв.)
- Часовня Св. Анны (XVI-XX в.)
- Костёл Св. Войцеха (XV в.)
- Костёл Воздвижения Св. Креста (XVII в.)
- Дача Потоцких «Репихово» (XIX в.)
- Мечеть (1815)
- Синагога «Великая» (XVI-XX вв.)
- Усадьба «Гажевичи»
- Усадьба Косаковских (XVIII в.)
- Усадьба Бохвицев (XVIII в.)
- Усадьба Масальских (XIX в.)
- Дворец Сапег-Яблоновских (XVIII в.)
- Фактория «Голдовичи» (XV-XX в.)

## Галерея

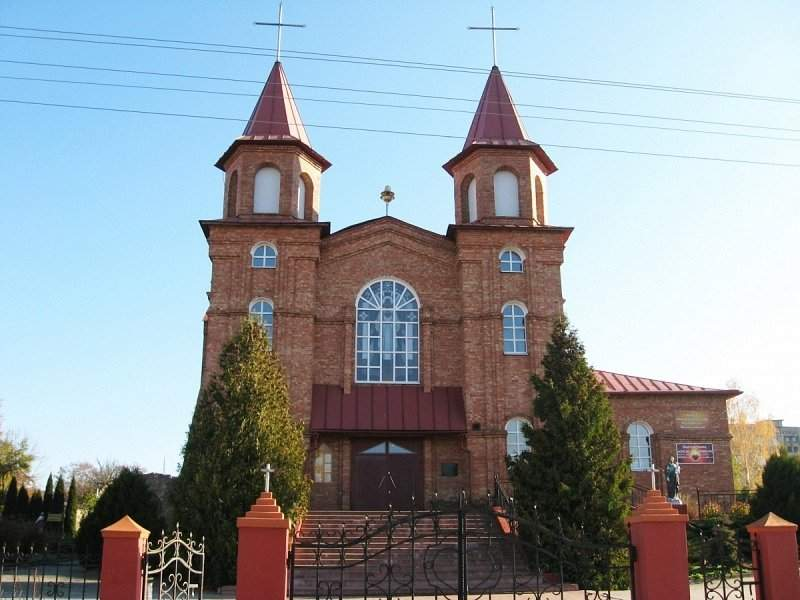
Костёл Сердце Иисуса
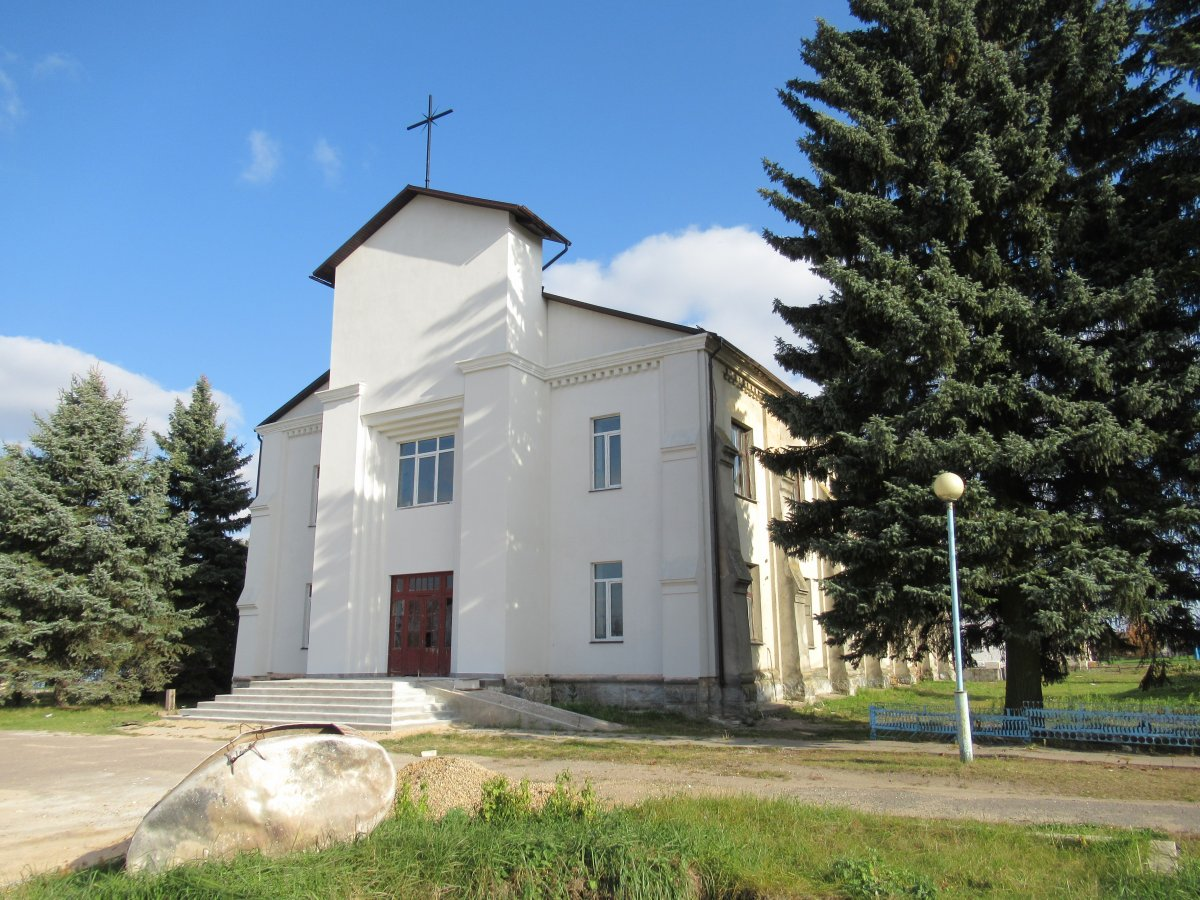
Костёл Святого Иосифа
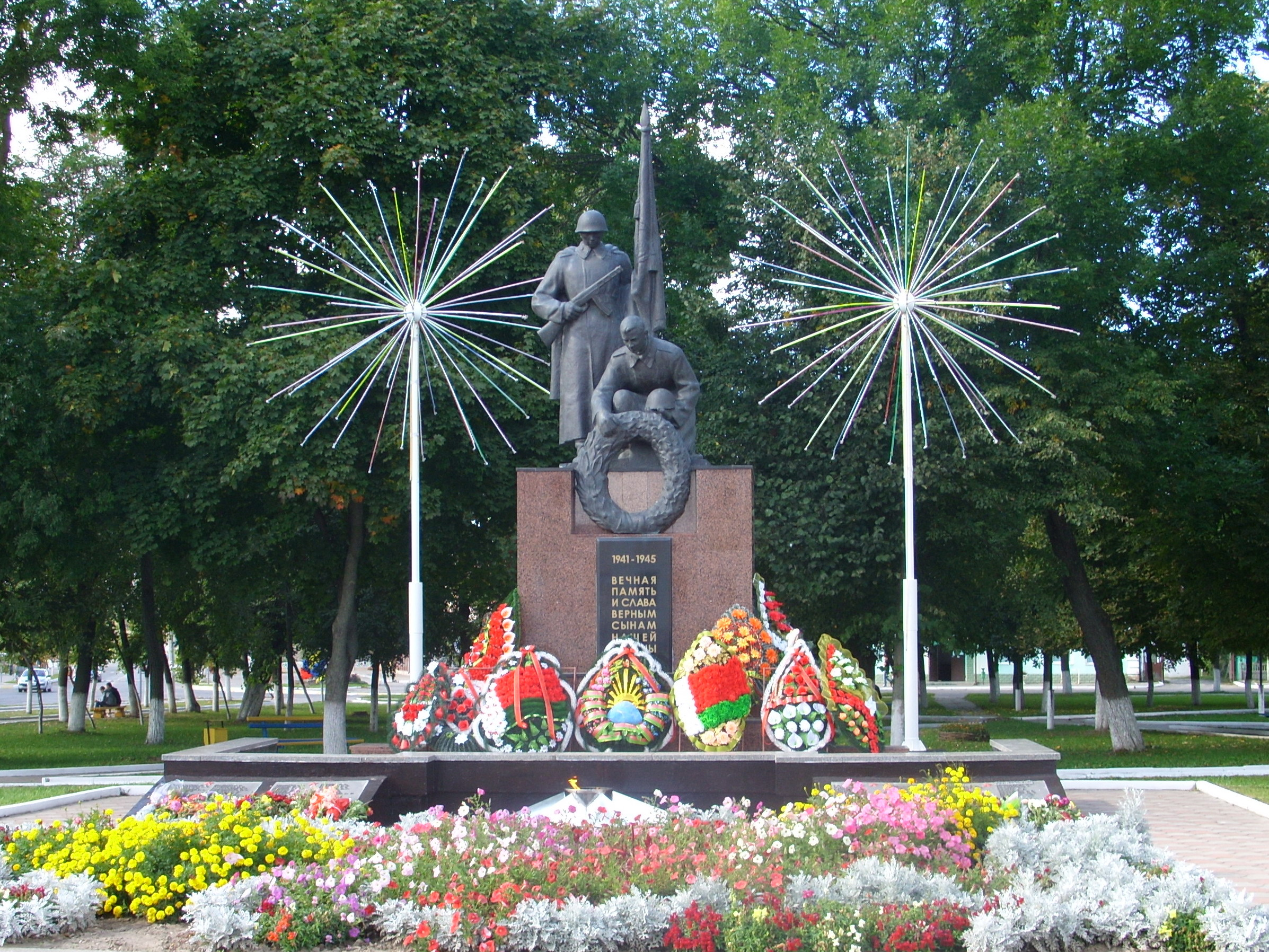
Братская могила
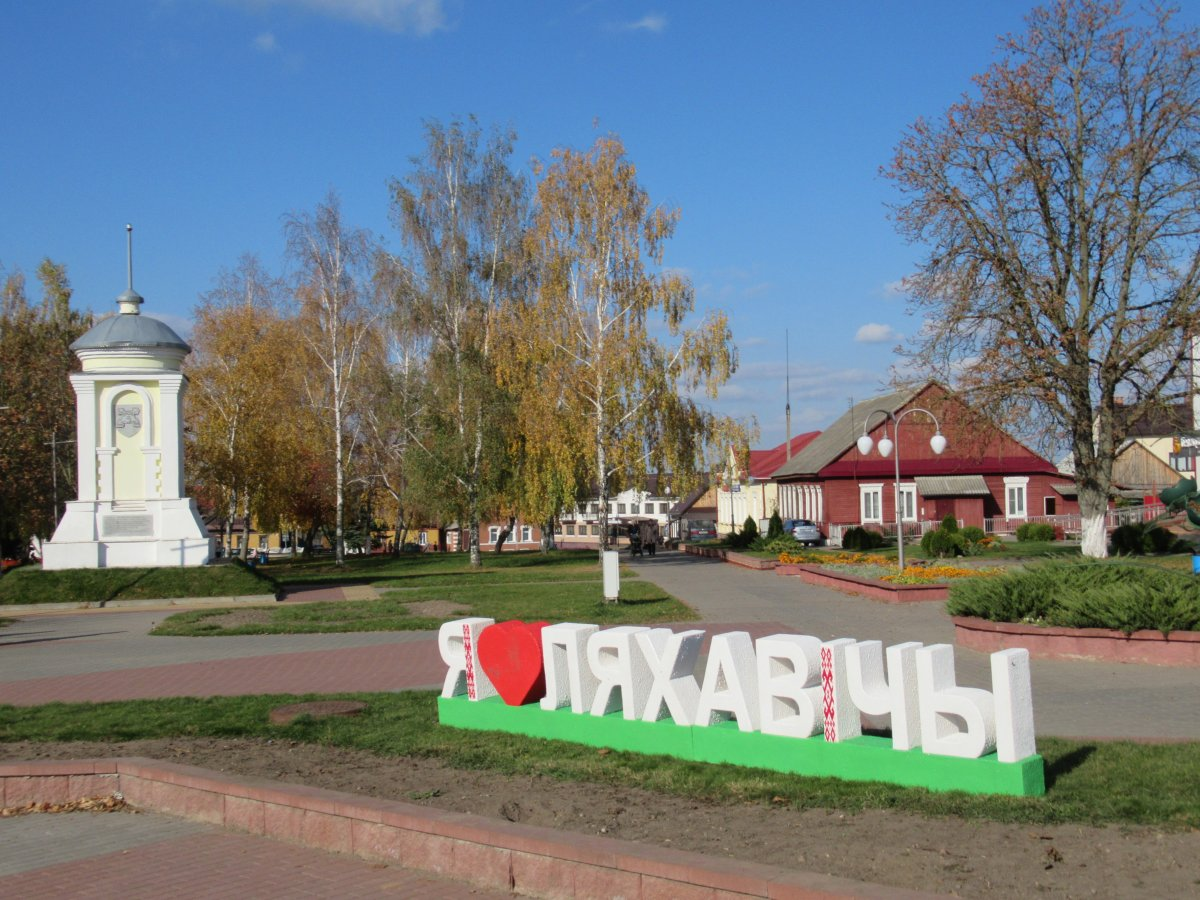
Каплица
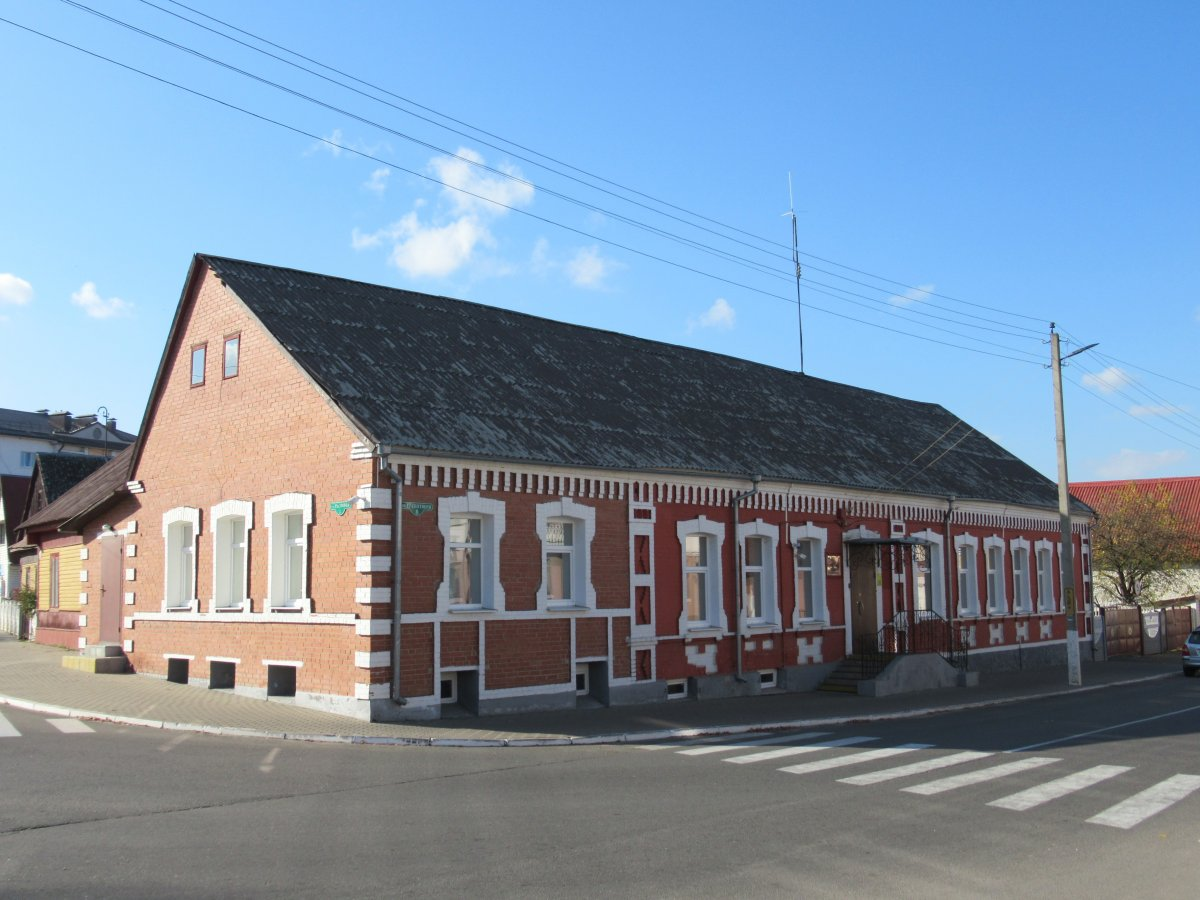
Здание
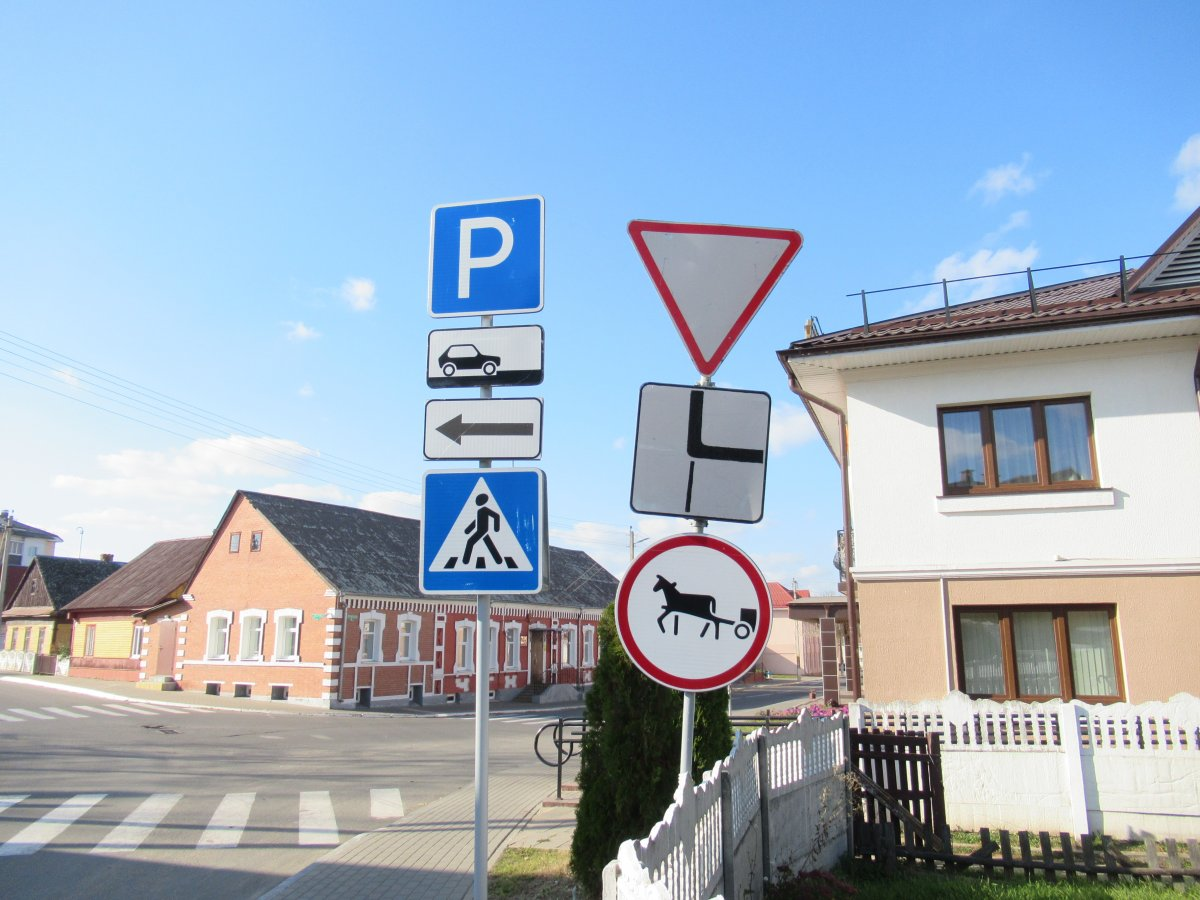
Здание
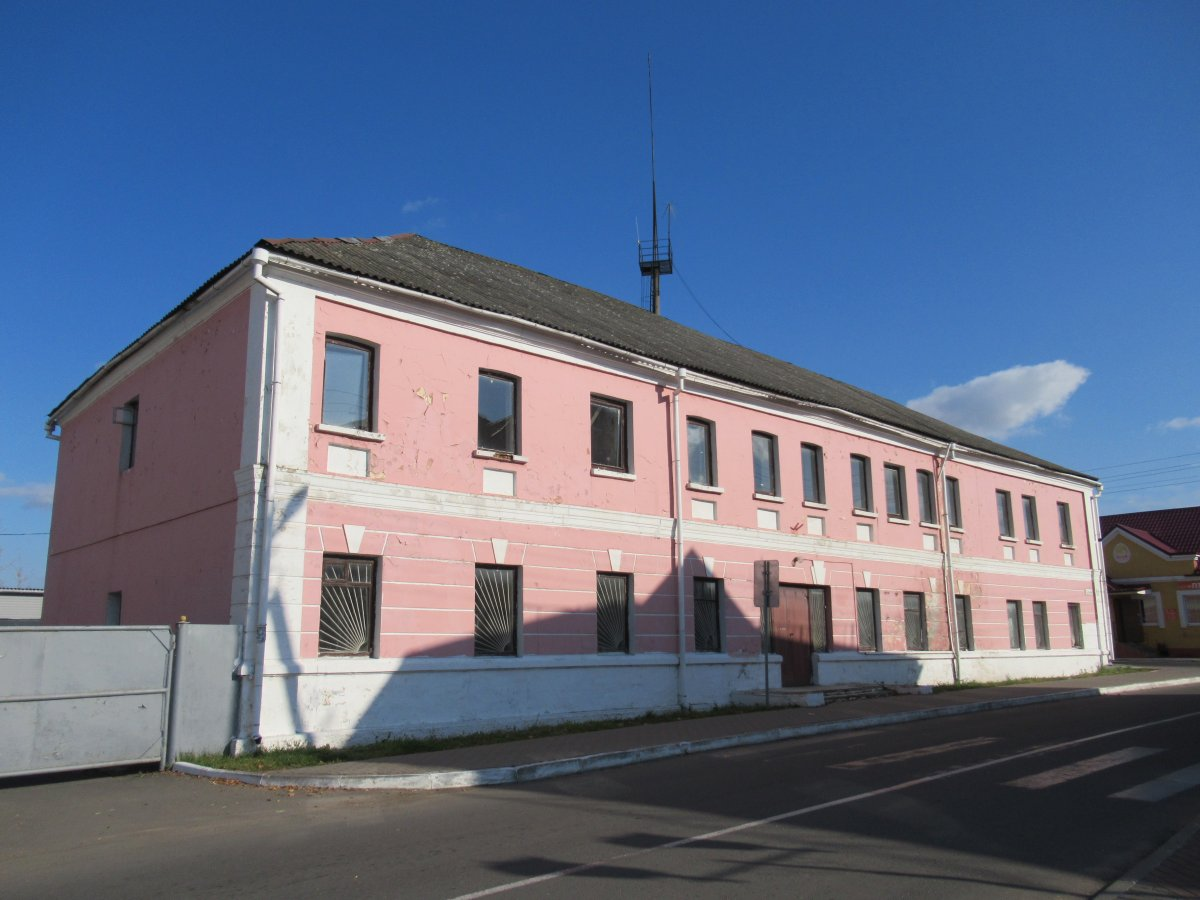
Здание

## Известные уроженцы, жители
- Александр Николаевич Тарасеня — белорусский футболист, центральный защитник клуба «Ивацевичи».
- Пташук Михаил Николаевич — деятель искусств БССР, режиссер, создал более 30 фильмов.
- Якуб Шинкевич — доктор философии и востоковедения, избранный первым муфтием новой независимой Польши в 1925 году.
- Фёдор Миха́йлович Евлашо́вский — белорусский мемуарист. Новогрудский шляхтич, участник Ливонской войны. Написал в 1603—1604 годах первые мемуары на белорусских землях.
- Таде́уш Ре́йтан — литовский шляхтич собственного герба «Рейтан». Посол Сейма Речи Посполитой от Новогрудского воеводства ВКЛ.
- Янка Чабор — белорусский поэт, публицист, участник национально-освободительной борьбы в Западной Беларуси.